# Region Dakar

Karte der Region Dakar

Die Region Dakar ist die Hauptstadtregion Senegals und liegt im zentralen Westen des Landes, als westlichster Teil Kontinentalafrikas auf der Cap-Vert-Halbinsel. Hauptstadt der Region ist die Stadt Dakar. Die Region Dakar ist mit 535 km² die kleinste und mit über vier Millionen Einwohnern zugleich die bevölkerungsstärkste Region in Senegal und gilt auf Grund ihres hohen Grades der Urbanisierung als die Metropolregion des Landes.

## Geschichte
Die Region Dakar war bis 2002 in drei Départements unterteilt: Dakar, Pikine und Rufisque. In jenem Jahr wurde die Stadt Guédiawaye aus dem Département Pikine ausgegliedert. Seitdem bestanden drei Départements aus jeweils nur einer Großstadt: Ville de Dakar, Ville de Guédiawaye und Ville de Pikine. Auch im Département Rufisque lebten rund drei Viertel der Einwohner im urbanen Raum, knapp die Hälfte allein in der Großstadt Ville de Rufisque.
Mit Décret n°2021-687 vom 28. Mai 2021 des Präsidenten der Republik wurde das Arrondissement des Niayes als Département Keur Massar aus der Großstadt Pikine ausgegliedert und die Stadt Jaxaay-Parcelles aus dem Département Rufisque wurde dem neu geschaffenen Département zugeordnet. Die Metropolregion ist seitdem in fünf Départements gegliedert.

## Bevölkerung
Die letzten Volkszählungen ergaben für die Region jeweils folgende Einwohnerzahlen:
| Jahr | Einwohner |
| ---- | --------- |
| 1976 | 892.127   |
| 1988 | 1.488.941 |
| 2002 | 2.168.314 |
| 2013 | 3.137.196 |
| 2023 | 4.004.427 |